# 烈士公園東駅
烈士公園東駅（れっしこうえんひがしえき）は、中華人民共和国湖南省長沙市開福区にある3号線の駅である。

## 駅構造
- 1号線：島式ホーム1面

## 駅周辺
- 湘湖
- 年嘉湖隧道
- 湖南烈士公園東門